# 宇井十間
宇井 十間（うい とげん、1969年 - ）は、日本の俳人、医師。

## 経歴
東京大学医学部卒。1988年、東大俳句会に参加。医師免許を取得後、研究渡米。2001年、「吟遊」に参加（のち退会）。2006年、「不可知について」で第26回現代俳句評論賞受賞。2009年、「千年紀」30句で第27回現代俳句新人賞受賞。2011年、第一句集『千年紀』により第12回宗左近俳句大賞受賞。「千年後の廃墟にしばし鳥の恋」（『千年紀』）などに見られる終末論的モチーフが特色。「小熊座」「豈」「海程」に所属。現代俳句協会会員。